# Seguchi Takuya
Takuya Seguchi (瀬口拓弥 Seguchi, Takuya, sinh ngày 30 tháng 11 năm 1988 ở Okayama) là một cầu thủ bóng đá người Nhật Bản thi đấu cho Kamatamare Sanuki.

## Thống kê câu lạc bộ
Cập nhật đến ngày 23 tháng 2 năm 2016.
| Thành tích câu lạc bộ | Thành tích câu lạc bộ | Thành tích câu lạc bộ | Giải vô địch | Giải vô địch | Cúp                   | Cúp                   | Tổng cộng | Tổng cộng |
| Mùa giải              | Câu lạc bộ            | Giải vô địch          | Số trận      | Bàn thắng    | Số trận               | Bàn thắng             | Số trận   | Bàn thắng |
| Nhật Bản              | Nhật Bản              | Nhật Bản              | Giải vô địch | Giải vô địch | Cúp Hoàng đế Nhật Bản | Cúp Hoàng đế Nhật Bản | Tổng cộng | Tổng cộng |
| --------------------- | --------------------- | --------------------- | ------------ | ------------ | --------------------- | --------------------- | --------- | --------- |
| 2011                  | Kamatamare Sanuki     | JFL                   | 32           | 1            | 1                     | 0                     | 33        | 1         |
| 2012                  | Kamatamare Sanuki     | JFL                   | 25           | 0            | 2                     | 0                     | 27        | 0         |
| 2013                  | Kamatamare Sanuki     | JFL                   | 33           | 0            | 1                     | 0                     | 34        | 0         |
| 2014                  | Kamatamare Sanuki     | J2 League             | 28           | 0            | 1                     | 0                     | 29        | 0         |
| 2015                  | Kamatamare Sanuki     | J2 League             | 0            | 0            | 1                     | 0                     | 1         | 0         |
| Tổng cộng sự nghiệp   | Tổng cộng sự nghiệp   | Tổng cộng sự nghiệp   | 118          | 1            | 6                     | 0                     | 124       | 1         |